# Huberia brounii

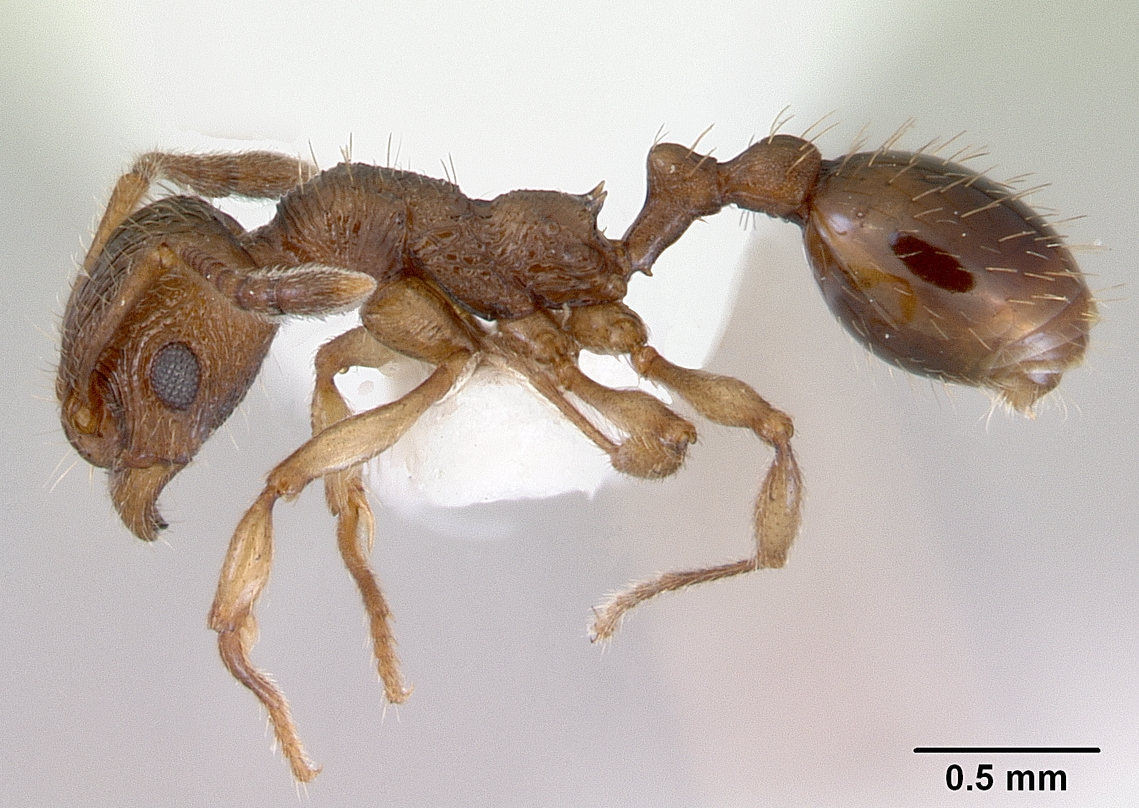
Вид сбоку

Huberia brounii (лат.) — вид мелких муравьёв рода Huberia из подсемейства Myrmicinae (Formicidae).

## Распространение
Новая Зеландия.

## Описание
Мелкого размера муравьи коричневого цвета (ноги, усики и жвалы светлее); длина рабочих около 3 мм (от 3,2 до 3,5 мм). Голова с продольными бороздками. Брюшко гладкое и блестящее. Усики рабочих 11-члениковые с 4-члениковой булавой. Заднегрудка с короткими проподеальными шипиками.
Стебелёк между грудкой и брюшком состоит из двух узловидных члеников (петиоль и постпетиоль). Семьи малочисленные, гнездятся в лесной подстилке.

## Систематика
Вид был впервые описан в 1895 году швейцарским мирмекологом Огюстом Форелем по типовым материалам из Новой Зеландии. Видовое название дано в честь капитана Броуна (Capt. Broun), передавшего типовую серию. Вместе с видом Huberia striata (Smith, 1876) образует род Huberia, включаемый в трибу Crematogastrini (ранее был в составе трибы Myrmicini).